# Liste der Auslandsvertretungen Aserbaidschans

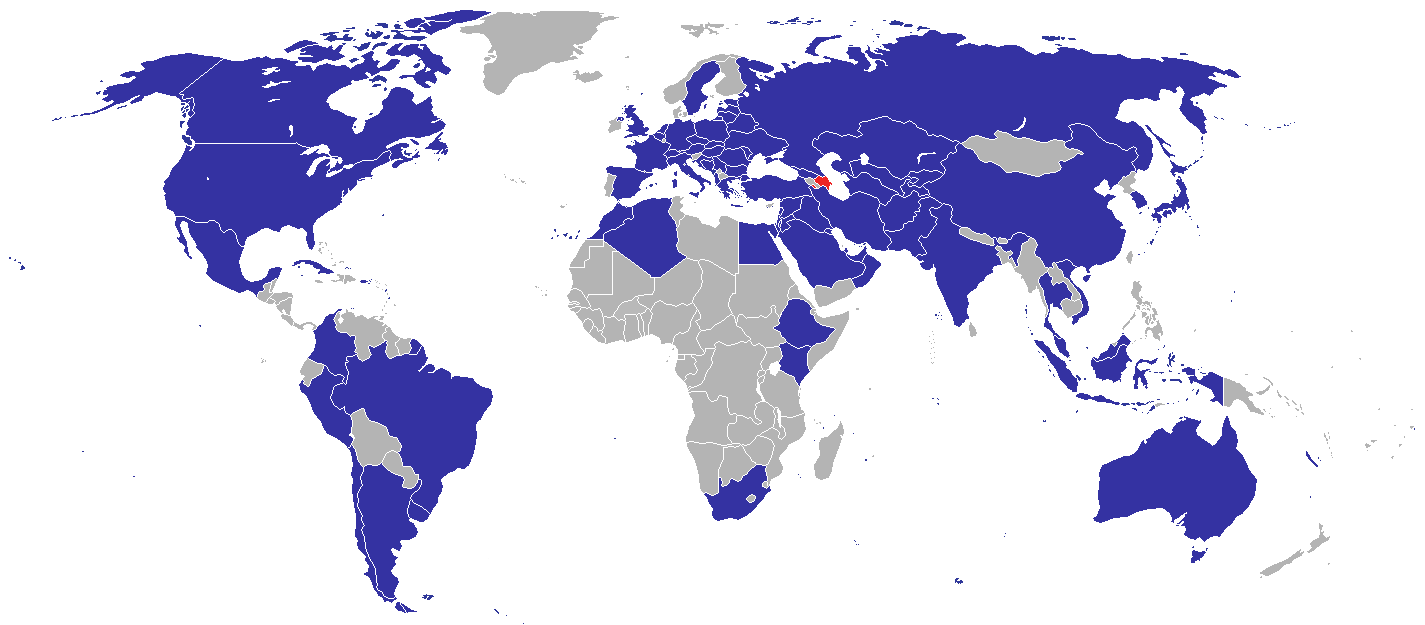
Standorte der diplomatischen Vertretungen Aserbaidschans

Dies ist eine Liste der diplomatischen und konsularischen Vertretungen Aserbaidschans.

## Diplomatische und konsularische Vertretungen

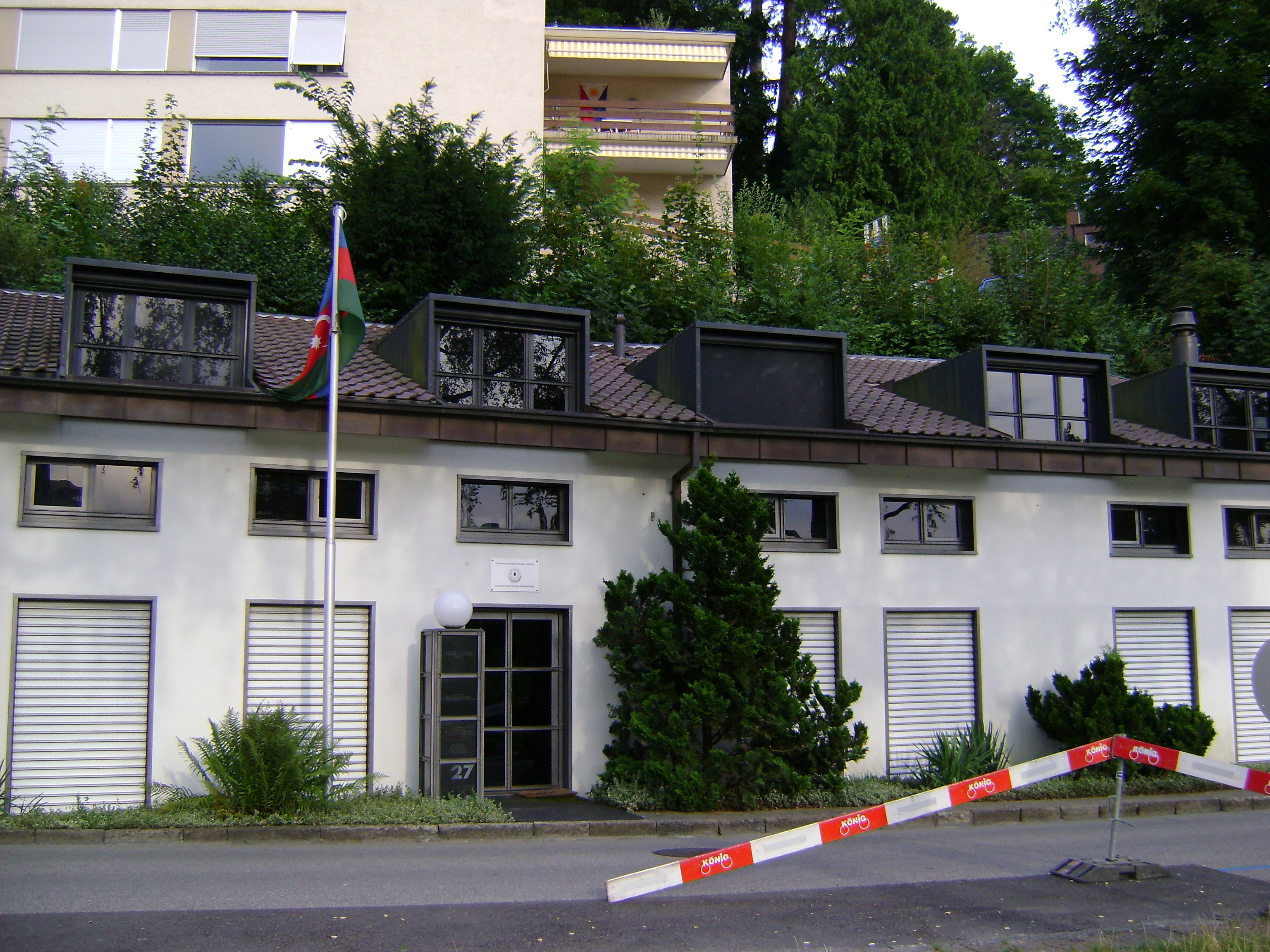
Botschaft Aserbaidschans in Bern

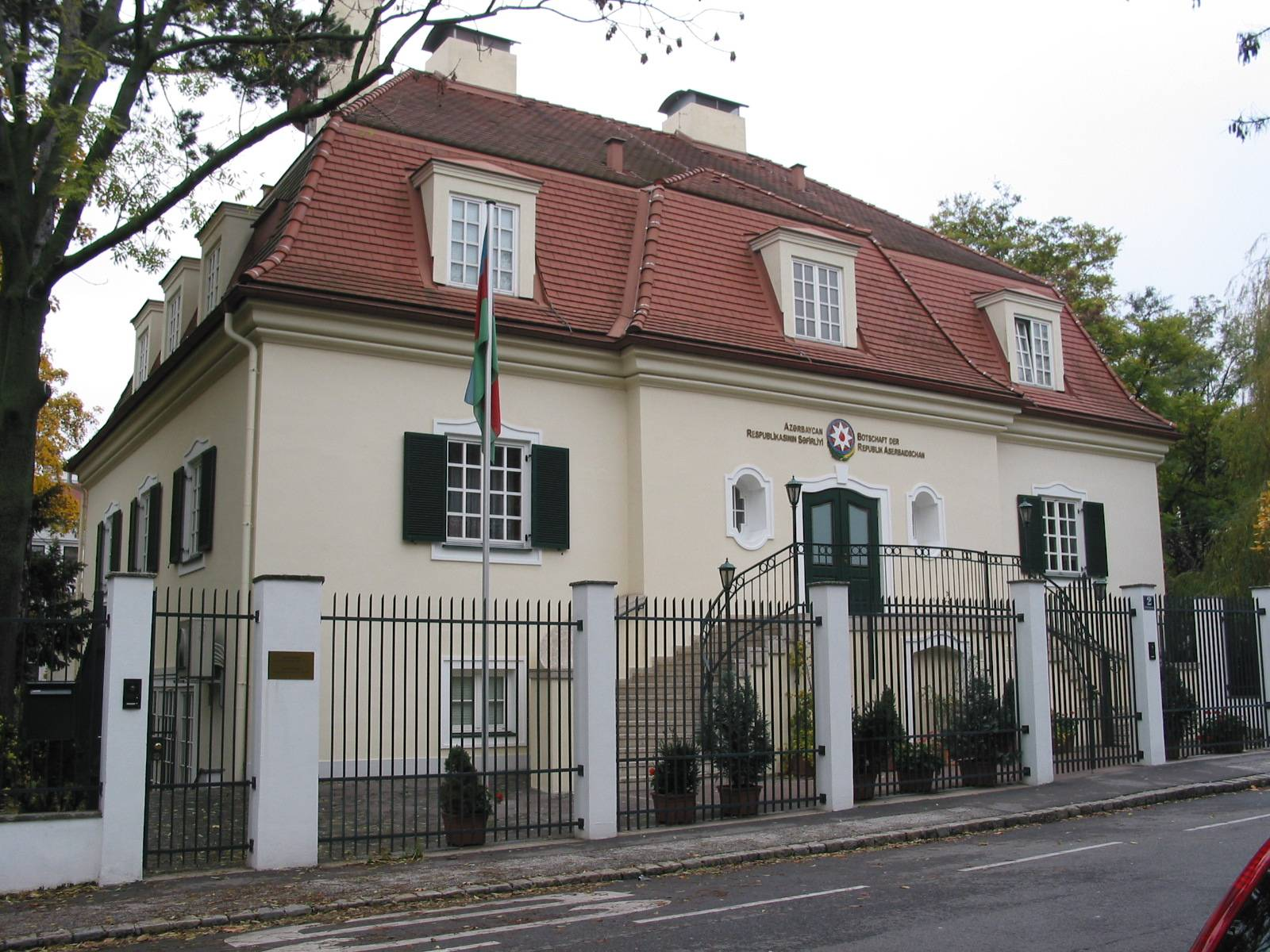
Botschaft Aserbaidschans in Wien

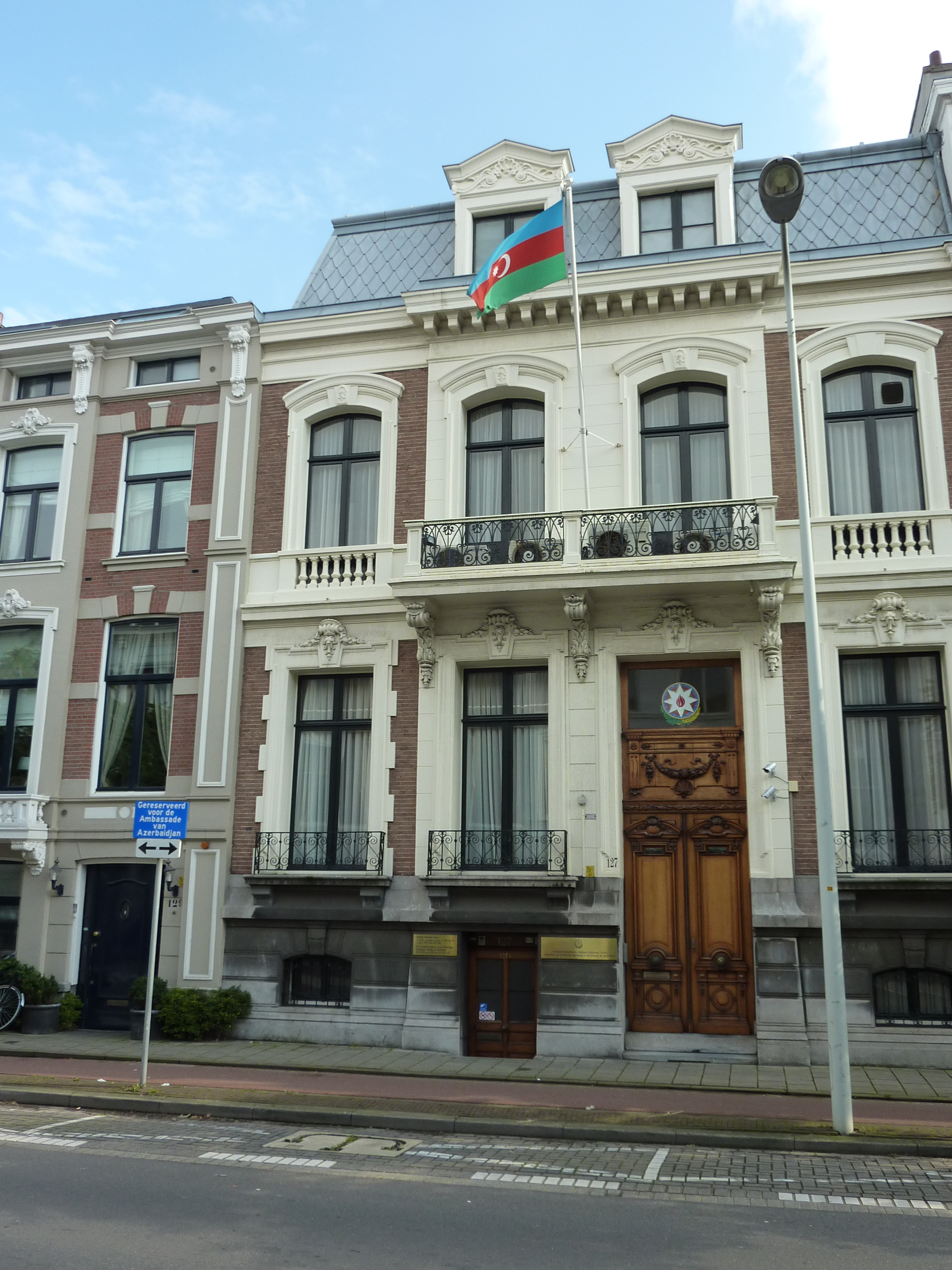
Botschaft Aserbaidschans in Den Haag

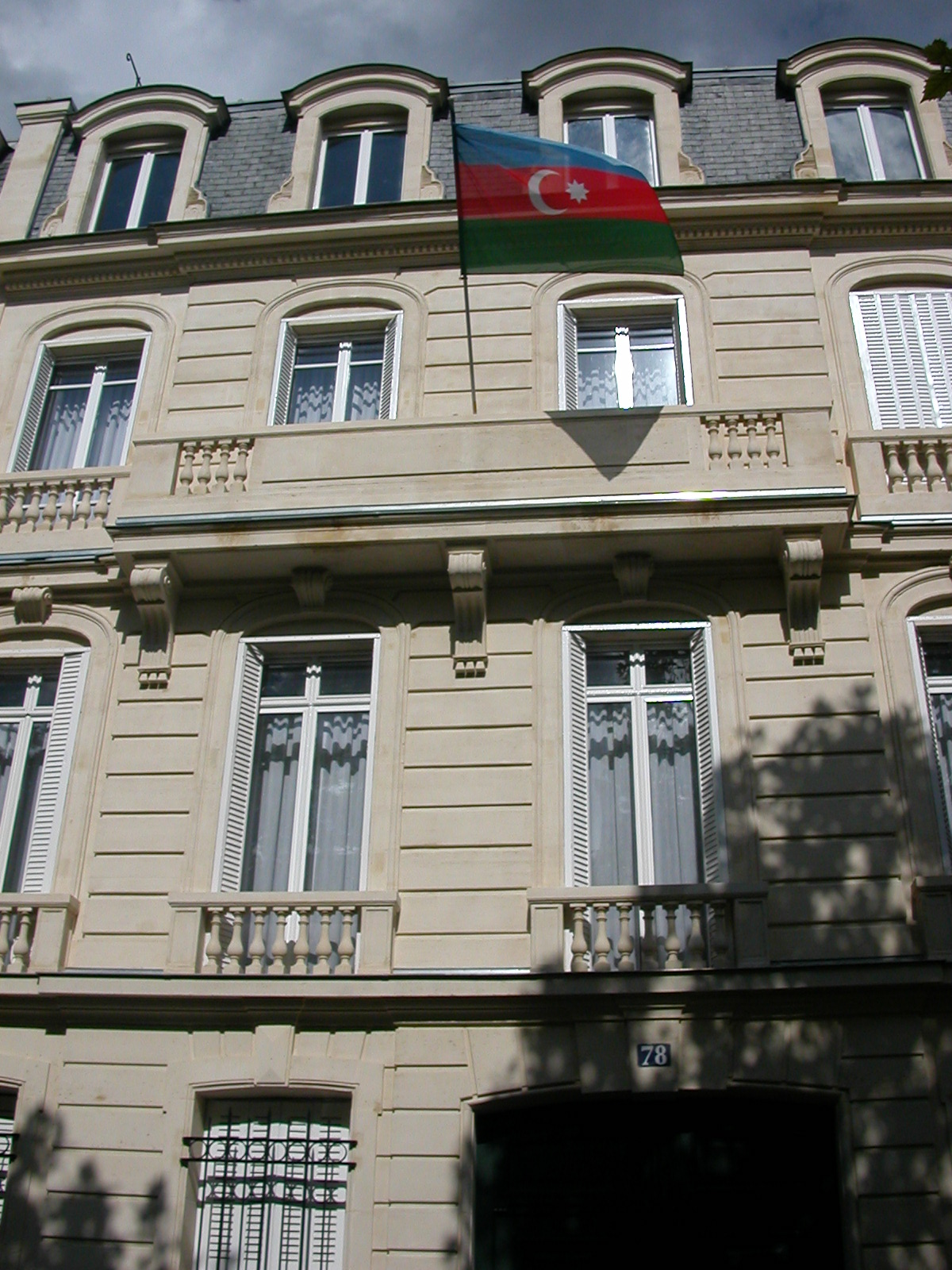
Botschaft Aserbaidschans in Paris

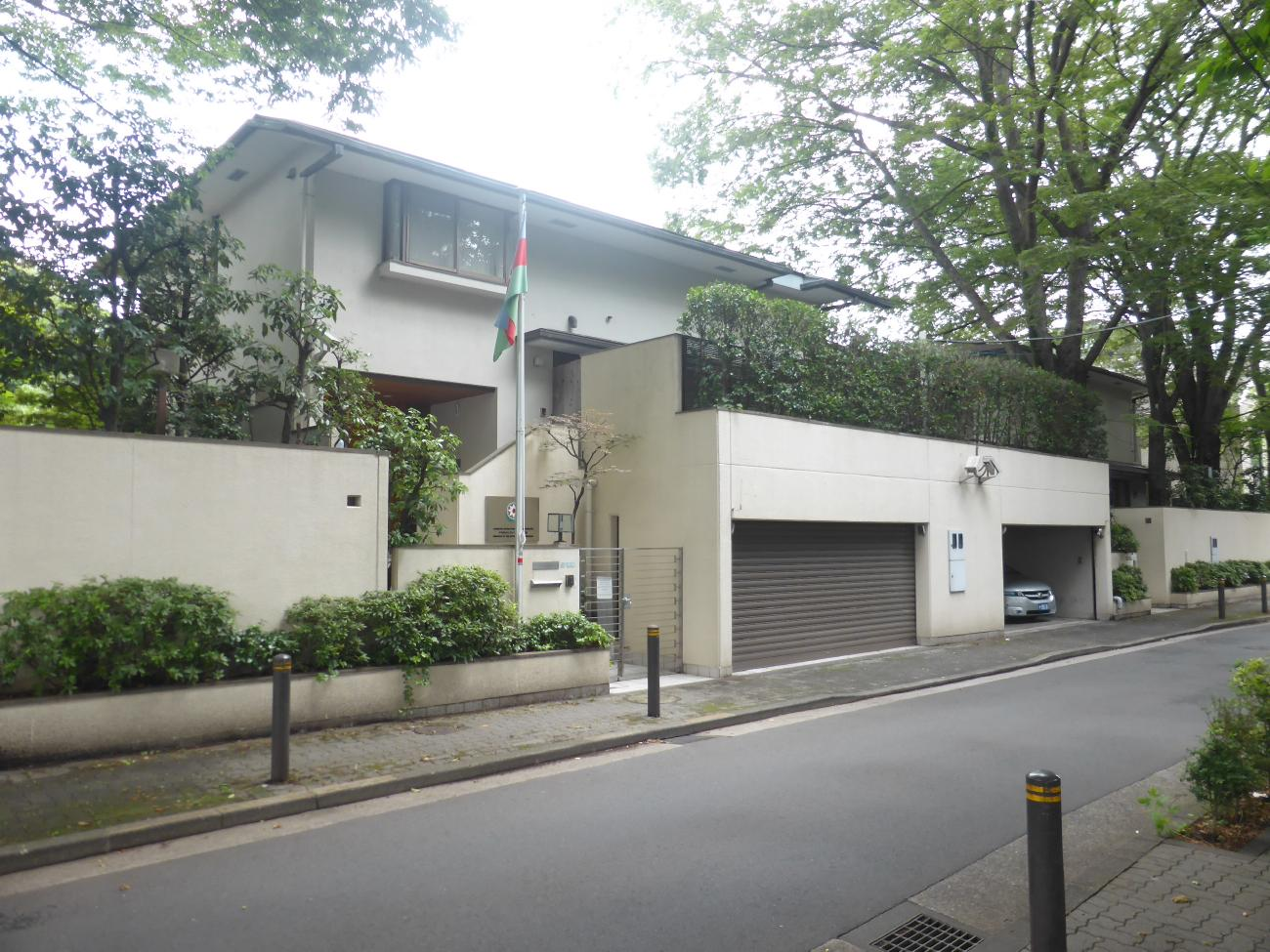
Botschaft Aserbaidschans in Tokio

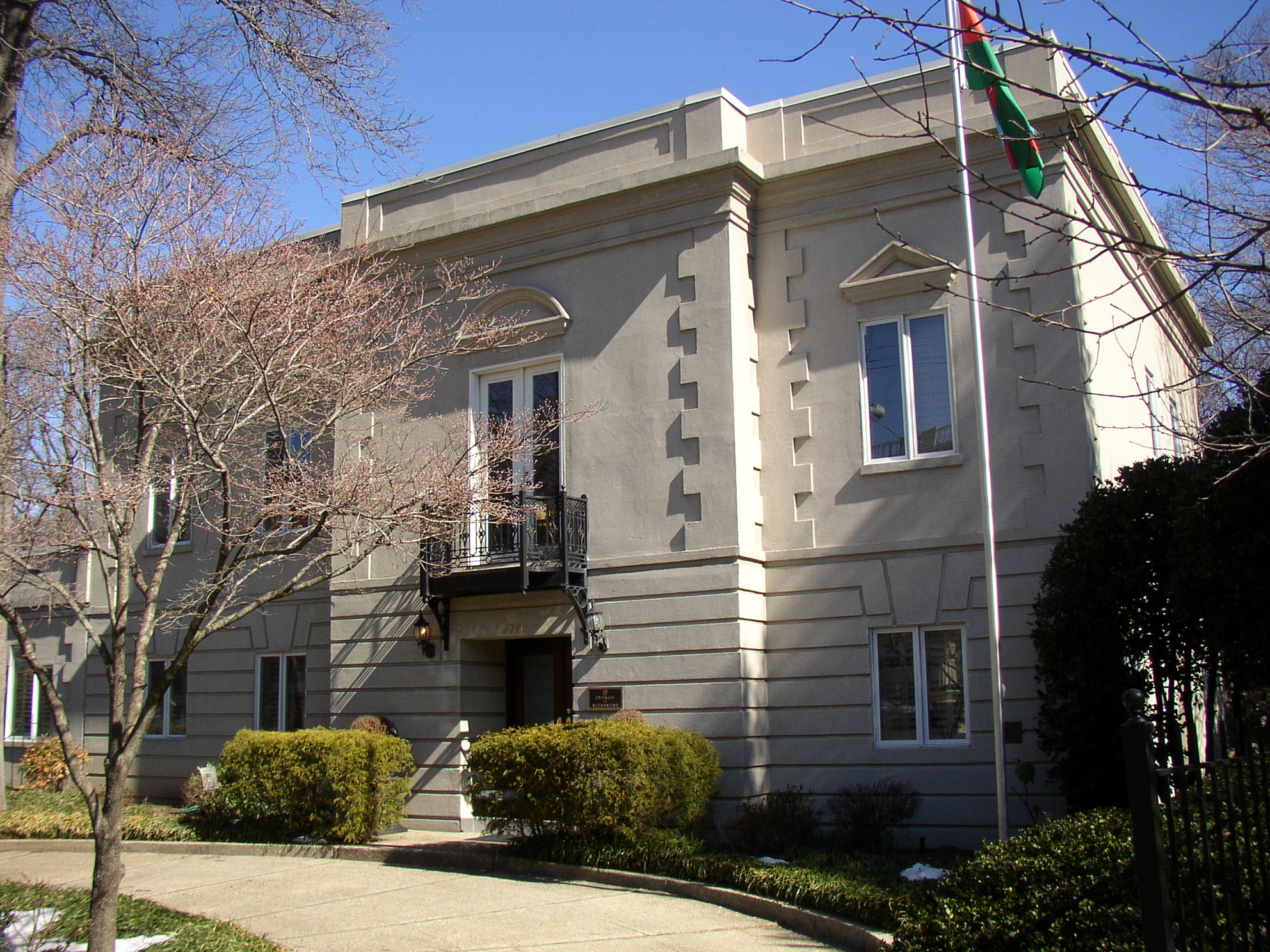
Botschaft Aserbaidschans in Washington, D.C.

### Afrika
| - Ägypten: Kairo, Botschaft - Algerien: Algier, Botschaft - Äthiopien: Addis Abeba, Botschaft | - Marokko: Rabat, Botschaft - Südafrika: Pretoria, Botschaft |

### Asien
| - Indien: Neu-Delhi, Botschaft - Indonesien: Jakarta, Botschaft - Iran: Teheran, Botschaft - Iran: Täbris, Generalkonsulat - Japan: Tokio, Botschaft - Jordanien: Amman, Botschaft - Kasachstan: Astana, Botschaft - Kasachstan: Aqtau, Generalkonsulat - Kasachstan: Almaty, diplomatisches Büro - Kirgisistan: Bischkek, Botschaft - Katar: Doha, Botschaft - Kuwait: Kuwait, Botschaft | - Libanon: Beirut, Botschaft - Malaysia: Kuala Lumpur, Botschaft - Pakistan: Islamabad, Botschaft - Saudi-Arabien: Riad, Botschaft - Südkorea: Seoul, Botschaft - Tadschikistan: Duschanbe, Botschaft - Turkmenistan: Aşgabat, Botschaft - Usbekistan: Taschkent, Botschaft - Vereinigte Arabische Emirate: Abu Dhabi, Botschaft - Vereinigte Arabische Emirate: Dubai, Generalkonsulat - Vietnam: Hanoi, Botschaft - Volksrepublik China: Peking, Botschaft |

### Australien und Ozeanien
- Australien: Canberra, Botschaft

### Europa
| - Belarus: Minsk, Botschaft - Belgien: Brüssel, Botschaft - Bosnien und Herzegowina: Sarajevo, diplomatisches Büro - Bulgarien: Sofia, Botschaft - Deutschland: Berlin, Botschaft - Estland: Tallinn, Botschaft - Frankreich: Paris, Botschaft - Georgien: Tiflis, Botschaft - Georgien: Batumi, Generalkonsulat - Griechenland: Athen, Botschaft - Italien: Rom, Botschaft - Kroatien: Zagreb, Botschaft - Lettland: Riga, Botschaft - Litauen: Vilnius, Botschaft - Moldau: Chișinău, Botschaft - Montenegro: Podgorica, diplomatisches Büro - Niederlande: Den Haag, Botschaft - Österreich: Wien, Botschaft - Polen: Warschau, Botschaft | - Rumänien: Bukarest, Botschaft - Russland: Moskau, Botschaft - Russland: Sankt Petersburg, Generalkonsulat - Russland: Jekaterinburg, Generalkonsulat - Schweden: Stockholm, Botschaft - Schweiz: Bern, Botschaft - Serbien: Belgrad, Botschaft - Slowakei: Bratislava, diplomatisches Büro - Slowenien: Ljubljana, diplomatisches Büro - Spanien: Madrid, Botschaft - Tschechien: Prag, Botschaft - Türkei: Ankara, Botschaft - Türkei: Istanbul, Generalkonsulat - Türkei: Kars, Generalkonsulat - Ukraine: Kiew, Botschaft - Ungarn: Budapest, Botschaft - Vereinigtes Königreich: London, Botschaft |

### Nordamerika
| - Kanada: Ottawa, Botschaft - Kuba: Havanna, diplomatisches Büro - Mexiko: Mexiko-Stadt, Botschaft | - Vereinigte Staaten: Washington, D.C., Botschaft - Vereinigte Staaten: Los Angeles, Generalkonsulat |

### Südamerika
| - Argentinien: Buenos Aires, Botschaft - Brasilien: Brasília, Botschaft - Chile: Santiago de Chile, diplomatisches Büro | - Kolumbien: Bogotá, diplomatisches Büro - Peru: Lima, diplomatisches Büro - Uruguay: Montevideo, diplomatisches Büro |

## Vertretungen bei internationalen Organisationen
- NATO: Brüssel, Ständige Mission
- Europäische Union: Brüssel, Ständige Mission
- ASEAN: Jakarta, Ständige Mission
- Vereinte Nationen: New York, Ständige Mission
- Vereinte Nationen: Genf, Ständige Mission
- UNESCO: Paris, Ständige Mission
- ICAO: Ottawa, Ständige Mission
- OPCW: Den Haag, Ständige Mission